# Championnat du monde moins de 18 ans de hockey sur glace 2017
Navigation
Grand Forks 2016 Tcheliabinsk et Magnitogorsk 2018
Le Championnat du monde moins de 18 ans de hockey sur glace 2017 est la 19e édition de cette compétition de hockey sur glace organisée par la Fédération internationale de hockey sur glace. Il a lieu du 13 au 23 avril 2017 à Poprad et Spišská Nová Ves en Slovaquie. 
Six divisions inférieures sont disputées indépendamment du groupe élite.

## Format de la compétition
Le groupe principal (Division Élite) regroupe 10 équipes réparties en deux poules de 5 qui disputent un tour préliminaire. Les 4 premiers de chaque poule sont qualifiés pour les quarts de finale. Les derniers de chaque poule disputent une poule de maintien jouée au meilleur des 3 matches. Le perdant est relégué en Division IA pour l'édition 2018.
Pour les autres divisions qui comptent 6 équipes (sauf la Division III B qui en compte 3), les équipes s’affrontent entre elles et, à l'issue de cette compétition, le premier est promu dans la division supérieure et le dernier est relégué dans la division inférieure.
Lors des phases de poule, les points sont attribués ainsi :
- victoire : 3 points ;
- victoire en prolongation ou aux tirs de fusillade : 2 points ;
- défaite en prolongation ou aux tirs de fusillade : 1 point ;
- défaite : 0 point.

## Division Élite
| Zimný štadión mesta Poprad | ZS Spišská Nová Ves |
|                            |                     |
| Capacité : 4 500           | Capacité : 5458     |

### Tour préliminaire
Le groupe principal regroupe 10 équipes, réparties en deux groupes :
| Groupe A - Finlande, tenant du titre - Canada - Lettonie - Slovaquie, hôte du tournoi - Suisse | Groupe B - Biélorussie, promu de la Division I A - États-Unis - Tchéquie - Russie - Suède |

#### Groupe A
| 13 avril 2017 | Lettonie | 1-4 (1-1, 0-2, 0-1) | Canada | ZS Poprad 1 435 spectateurs |

| Feuille de match | Feuille de match           | Feuille de match    | Feuille de match | Feuille de match                                                                    |
| ---------------- | -------------------------- | ------------------- | --- | ----------------------------------------------------------------------------------- |
|                  | - Paškausks — 18 min 8 s - | 0-1 1-1 1-2 1-3 1-4 | Mattheos — 11 min 50 s () - Comtois (Entwistle) — 23 min 36 s (SN) Ratcliffe (Schnarr) — 28 min 26 s Entwistle (Smith, Mitchell) — 50 min 48 s | Arbitrage : Alex Dipietro Mikael Holm Juges de lignes : Thomas Caillot Jun Soo Park |
| Rauza            | Gardiens                   | Scott               | | Arbitrage : Alex Dipietro Mikael Holm Juges de lignes : Thomas Caillot Jun Soo Park |
| 16 min           | Pénalités                  | 32 min              | | Arbitrage : Alex Dipietro Mikael Holm Juges de lignes : Thomas Caillot Jun Soo Park |
| 19               | Tirs                       | 54                  | | Arbitrage : Alex Dipietro Mikael Holm Juges de lignes : Thomas Caillot Jun Soo Park |

| 13 avril 2017 | Slovaquie | 4-5 (0-0, 4-3, 0-1) | Finlande | ZS Poprad 3 935 spectateurs |

| Feuille de match | Feuille de match | Feuille de match                    | Feuille de match | Feuille de match                                                                           |
| ---------------- | --- | ----------------------------------- | --- | ------------------------------------------------------------------------------------------ |
|                  | - Hrehorčák — 29 min 18 s Hrehorčák (Ziak) — 31 min 20 s (SN) Kupec (Ziak) — 35 min 53 s Stacho (Fehérváry) — 36 min 57 s - | 0-1 0-2 0-3 1-3 2-3 3-3 4-3 4-4 4-5 | Vesalainen (Ikonen) — 9 min 55 s Talvitie (Teräväinen) — 23 min 46 s Vesalainen (Heiskanen, Ylönen) — 28 min 59 s (SN) - Ylönen (Virtanen, Talvitie) — 38 min 40 s Talvitie (Heiskanen, Utunen) — 52 min 17 s | Arbitrage : Alexandre Caron Liam Sewell Juges de lignes : William Hancock II Jiri Ondracek |
| Sklenar (59 min) | Gardiens | Luukkonen                           | | Arbitrage : Alexandre Caron Liam Sewell Juges de lignes : William Hancock II Jiri Ondracek |
| 4 min            | Pénalités | 6 min                               | | Arbitrage : Alexandre Caron Liam Sewell Juges de lignes : William Hancock II Jiri Ondracek |
| 31               | Tirs | 29                                  | | Arbitrage : Alexandre Caron Liam Sewell Juges de lignes : William Hancock II Jiri Ondracek |

| 14 avril 2017 | Suisse | 4-0 (2-0, 1-0, 1-0) | Lettonie | ZS Poprad 1 210 spectateurs |

| Feuille de match | Feuille de match | Feuille de match                   | Feuille de match | Feuille de match                                                                       |
| ---------------- | --- | ---------------------------------- | ---------------- | -------------------------------------------------------------------------------------- |
|                  | Eggenberger (Müller, Hischier) — 2 min 57 s Kurashev (Matewa, Sigrist) — 13 min 12 s (JS)Sigrist (le Coultre) — 27 min 40 s (SN)Eggenberger — 43 min 50 s | 1-0 2-0 3-0 4-0                    | -                | Arbitrage : Artur Kulev Trpimir Piragic Juges de lignes : Jiri Ondracek Emil Yletyinen |
| Zaetta           | Gardiens | Voris (20 min) Rauza (39 min 11 s) |                  | Arbitrage : Artur Kulev Trpimir Piragic Juges de lignes : Jiri Ondracek Emil Yletyinen |
| 8 min            | Pénalités | 10 min                             |                  | Arbitrage : Artur Kulev Trpimir Piragic Juges de lignes : Jiri Ondracek Emil Yletyinen |
| 44               | Tirs | 27                                 |                  | Arbitrage : Artur Kulev Trpimir Piragic Juges de lignes : Jiri Ondracek Emil Yletyinen |

| 15 avril 2017 | Finlande | 5-1 (2-0, 2-0, 1-1) | Suisse | ZS Poprad 1 962 spectateurs |

| Feuille de match | Feuille de match | Feuille de match                | Feuille de match                          | Feuille de match                                                                          |
| ---------------- | --- | ------------------------------- | ----------------------------------------- | ----------------------------------------------------------------------------------------- |
|                  | Nyman (Talvitie, Ikonen) — 7 min 28 s (SN) Nyman (Vesalainen, Ikonen) — 16 min 14 s Kotkaniemi (Kupari) — 32 min 14 s Ikonen (Nyman, Vesalainen) — 33 min 19 s - Latvala (Kotkaniemi, Koskenkorva) — 47 min 53 s | 1-0 2-0 3-0 4-0 4-1 5-1         | - Muller (Matewa, Hischier) — 47 min 40 s | Arbitrage : Mikael Holm Manuel Nikolic Juges de lignes : William Hancock II Jiri Ondracek |
| Luukkonen        | Gardiens | Zaetta (40 min) Trudel (20 min) |                                           | Arbitrage : Mikael Holm Manuel Nikolic Juges de lignes : William Hancock II Jiri Ondracek |
| 6 min            | Pénalités | 4 min                           |                                           | Arbitrage : Mikael Holm Manuel Nikolic Juges de lignes : William Hancock II Jiri Ondracek |
| 33               | Tirs | 26                              |                                           | Arbitrage : Mikael Holm Manuel Nikolic Juges de lignes : William Hancock II Jiri Ondracek |

| 15 avril 2017 | Canada | 4-3 (pr) (3-1, 0-1, 0-1, 1-0) | Slovaquie | ZS Poprad 4 318 spectateurs |

| Feuille de match | Feuille de match | Feuille de match            | Feuille de match                                                                                        | Feuille de match                                                                         |
| ---------------- | --- | --------------------------- | --- | ---------------------------------------------------------------------------------------- |
|                  | - Olson (Entwistle) — 18 min 18 s Mattheos (Chainey) — 18 min 36 s Ratcliffe — 19 min 49 s - Mattheos (McIsaac) — 62 min 38 s | 0-1 1-1 2-1 3-1 3-2 3-3 4-3 | Liška (Růžička) — 8 min 37 s (SN) - Hrehorčák (Roman) — 36 min 34 s Liška (Fafrak) — 42 min 38 s (IN) - | Arbitrage : Oldrich Hejduk Trpimir Piragic Juges de lignes : Jun Soo Park Emil Yletyinen |
| Scott            | Gardiens | Sklenar                     | | Arbitrage : Oldrich Hejduk Trpimir Piragic Juges de lignes : Jun Soo Park Emil Yletyinen |
| 28 min           | Pénalités | 10 min                      | | Arbitrage : Oldrich Hejduk Trpimir Piragic Juges de lignes : Jun Soo Park Emil Yletyinen |
| 36               | Tirs | 29                          | | Arbitrage : Oldrich Hejduk Trpimir Piragic Juges de lignes : Jun Soo Park Emil Yletyinen |

| 16 avril 2017 | Lettonie | 2-7 (1-2, 1-3, 0-2) | Finlande | ZS Poprad 1 116 spectateurs |

| Feuille de match              | Feuille de match                                                     | Feuille de match                    | Feuille de match | Feuille de match                                                                       |
| ----------------------------- | -------------------------------------------------------------------- | ----------------------------------- | --- | -------------------------------------------------------------------------------------- |
|                               | Petrovs (Ūdris) — 11 min 59 s - Paškausks (Smirnovs) — 28 min 51 s - | 1-0 1-1 1-2 2-2 2-3 2-4 2-5 2-6 2-7 | - Vaakanainen (Heiskanen, Vesalainen) — 12 min 44 s Ikonen (Heiskanen) — 13 min 51 s (SN) - Ikonen (Vesalainen, Heiskanen) — 31 min 9 s (2 SN) Ylönen (Kotkaniema, Kupari) — 31 min 52 s (SN) Ikonen (Vesalainen, Nyman) — 39 min 14 s (SN) Vesalainen (Vaakanainen, Heiskanen) — 42 min 58 s Ylönen (Talvitie, Virtanen) — 55 min 45 s | Arbitrage : Robert Hallin Stephen Thomson Juges de lignes : Thomas Caillot Lukas Kacej |
| Rauza (40 min) Voris (20 min) | Gardiens                                                             | Lassi Lehtinen                      | | Arbitrage : Robert Hallin Stephen Thomson Juges de lignes : Thomas Caillot Lukas Kacej |
| 12 min                        | Pénalités                                                            | 6 min                               | | Arbitrage : Robert Hallin Stephen Thomson Juges de lignes : Thomas Caillot Lukas Kacej |
| 16                            | Tirs                                                                 | 44                                  | | Arbitrage : Robert Hallin Stephen Thomson Juges de lignes : Thomas Caillot Lukas Kacej |

| 17 avril 2017 | Canada | 7-3 (2-0, 1-2, 4-1) | Suisse | ZS Poprad 1 562 spectateurs |

| Feuille de match | Feuille de match | Feuille de match                          | Feuille de match | Feuille de match                                                                    |
| ---------------- | --- | ----------------------------------------- | --- | ----------------------------------------------------------------------------------- |
|                  | Studnicka (Olson) — 9 min 44 s Glass (Chainey) — 12 min 29 s Studnicka (Strome) — 23 min 31 s - Glass (Chainey, Woo) — 41 min 15 s Olson (Glass, Chainey) — 49 min 47 s - Mattheos — 57 min 35 s (CV) Entwistle (McIsaac, Mitchell) — 59 min 19 s | 1-0 2-0 3-0 3-1 3-2 4-2 5-2 5-3 6-3 7-3   | - Weibel — 32 min 33 s (IN) Kurashev (le Coultre, Hischier) — 38 min 35 s (2 SN) - Eggenberger (Kurashev, Hischier) — 56 min 7 s - | Arbitrage : Robert Hallin Liam Sewell Juges de lignes : Jun Soo Park Emil Yletyinen |
| McGrath          | Gardiens | Zaetta (23 min 31 s) Schmid (35 min 28 s) | | Arbitrage : Robert Hallin Liam Sewell Juges de lignes : Jun Soo Park Emil Yletyinen |
| 12 min           | Pénalités | 6 min                                     | | Arbitrage : Robert Hallin Liam Sewell Juges de lignes : Jun Soo Park Emil Yletyinen |
| 34               | Tirs | 30                                        | | Arbitrage : Robert Hallin Liam Sewell Juges de lignes : Jun Soo Park Emil Yletyinen |

| 17 avril 2017 | Slovaquie | 4-0 (1-0, 2-0, 1-0) | Lettonie | ZS Poprad 4 496 spectateurs |

| Feuille de match | Feuille de match | Feuille de match | Feuille de match | Feuille de match                                                                           |
| ---------------- | --- | ---------------- | ---------------- | ------------------------------------------------------------------------------------------ |
|                  | Havrila (Regenda, Hrehorčák) — 17 min 5 s Růžička (Liška, Ziak) — 26 min 47 s (SN) Roman (Krivošík, Ivan) — 31 min 5 s Fehérváry (Růžička, Fafrak) — 42 min 56 s (SN) | 1-0 2-0 3-0 4-0  | -                | Arbitrage : Lassi Heikkinen Marc Iwert Juges de lignes : Thomas Caillot William Hancock II |
| Kostelny         | Gardiens | Voris            |                  | Arbitrage : Lassi Heikkinen Marc Iwert Juges de lignes : Thomas Caillot William Hancock II |
| 16 min           | Pénalités | 43 min           |                  | Arbitrage : Lassi Heikkinen Marc Iwert Juges de lignes : Thomas Caillot William Hancock II |
| 36               | Tirs | 15               |                  | Arbitrage : Lassi Heikkinen Marc Iwert Juges de lignes : Thomas Caillot William Hancock II |

| 18 avril 2017 | Finlande | 6-3 (1-1, 3-1, 2-1) | Canada | ZS Poprad 2 201 spectateurs |

| Feuille de match | Feuille de match | Feuille de match                          | Feuille de match                                                                                          | Feuille de match                                                                       |
| ---------------- | --- | ----------------------------------------- | --- | -------------------------------------------------------------------------------------- |
|                  | Vesalainen — 56 s (SN) - Vesalainen (Vaakanainen, Heiskanen) — 20 min 30 s Heiskanen (Ylönen) — 26 min 56 s Virtanen — 32 min 37 s (IN) - Engberg (Kotkaniemi) — 41 min 24 s - Vesalainen (Engberg) — 58 min 22 s (CV) | 1-0 1-1 2-1 3-1 4-1 4-2 5-2 5-3 6-3       | - Studnicka (Brook) — 3 min 55 s - Woo (Entwistle, Strome) — 38 min 38 s - Entwistle — 51 min 18 s (SN) - | Arbitrage : Marc Iwert Artur Kulev Juges de lignes : William Hancock II Emil Yletyinen |
| Luukkonen        | Gardiens | Scott (41 min 24 s) McGrath (17 min 37 s) | | Arbitrage : Marc Iwert Artur Kulev Juges de lignes : William Hancock II Emil Yletyinen |
| 8 min            | Pénalités | 12 min                                    | | Arbitrage : Marc Iwert Artur Kulev Juges de lignes : William Hancock II Emil Yletyinen |
| 34               | Tirs | 20                                        | | Arbitrage : Marc Iwert Artur Kulev Juges de lignes : William Hancock II Emil Yletyinen |

| 18 avril 2017 | Suisse | 1-2 (0-0, 1-1, 0-1) | Slovaquie | ZS Poprad 4 496 spectateurs |

| Feuille de match | Feuille de match                     | Feuille de match | Feuille de match                                                       | Feuille de match                                                                       |
| ---------------- | ------------------------------------ | ---------------- | ---------------------------------------------------------------------- | -------------------------------------------------------------------------------------- |
|                  | - Kurashev (Hischier) — 32 min 4 s - | 0-1 1-1 1-2      | Fafrak (Růžička, Liška) — 31 min 20 s - Korenčík (Baláž) — 41 min 40 s | Arbitrage : Mikael Holm Stephen Thomson Juges de lignes : Thomas Caillot Jiri Ondracek |
| Schmid           | Gardiens                             | Sklenar          |                                                                        | Arbitrage : Mikael Holm Stephen Thomson Juges de lignes : Thomas Caillot Jiri Ondracek |
| 2 min            | Pénalités                            | 2 min            |                                                                        | Arbitrage : Mikael Holm Stephen Thomson Juges de lignes : Thomas Caillot Jiri Ondracek |
| 26               | Tirs                                 | 23               |                                                                        | Arbitrage : Mikael Holm Stephen Thomson Juges de lignes : Thomas Caillot Jiri Ondracek |

| Clt   | Équipe    | PJ | V | VP | D | DP | BP | BC | Diff | Pts |
| ----- | --------- | -- | - | -- | - | -- | -- | -- | ---- | --- |
| +001, | Finlande  | 4  | 4 | 0  | 0 | 0  | 23 | 10 | +13  | 12  |
| +002, | Canada    | 4  | 2 | 1  | 1 | 0  | 18 | 13 | +5   | 8   |
| +003, | Slovaquie | 4  | 2 | 0  | 1 | 1  | 13 | 10 | +3   | 7   |
| +004, | Suisse    | 4  | 1 | 0  | 3 | 0  | 9  | 14 | -5   | 3   |
| +005, | Lettonie  | 4  | 0 | 0  | 4 | 0  | 3  | 19 | -16  | 0   |

- Qualifié pour les quarts de finale
- Dispute la poule de maintien

Pour les significations des abréviations, voir statistiques du hockey sur glace.

#### Groupe B
| 13 avril 2017 | Biélorussie | 0-7 (0-0, 0-5, 0-2) | États-Unis | ZS Spišská Nová Ves 567 spectateurs |

| Feuille de match | Feuille de match | Feuille de match            | Feuille de match | Feuille de match                                                                    |
| ---------------- | ---------------- | --------------------------- | --- | ----------------------------------------------------------------------------------- |
|                  | -                | 0-1 0-2 0-3 0-4 0-5 0-6 0-7 | Pastujov (Barratt, Gildon) — 21 min 44 s Reedy (Farabee, Knoepke) — 22 min 26 s Wahlstrom (Tkachuk, Barratt) — 27 min 50 s Dhooghe (Farabee, Knoepke) — 33 min (IN) Wahlstrom (Norris, Mismash) — 36 min 33 s Mismash (Barratt, Pastujov) — 42 min 34 s Farrance (Poehling, Reedy) — 44 min 55 s | Arbitrage : Robert Hallin Oldrich Hejduk Juges de lignes : Kriss Kupcus Lukas Kacej |
| Grichtchenko     | Gardiens         | St. Cyr                     | | Arbitrage : Robert Hallin Oldrich Hejduk Juges de lignes : Kriss Kupcus Lukas Kacej |
| 0 min            | Pénalités        | 8 min                       | | Arbitrage : Robert Hallin Oldrich Hejduk Juges de lignes : Kriss Kupcus Lukas Kacej |
| 17               | Tirs             | 51                          | | Arbitrage : Robert Hallin Oldrich Hejduk Juges de lignes : Kriss Kupcus Lukas Kacej |

| 13 avril 2017 | Russie | 3-1 (0-1, 0-0, 3-0) | Suède | ZS Spišská Nová Ves 2 350 spectateurs |

| Feuille de match | Feuille de match | Feuille de match        | Feuille de match                                 | Feuille de match                                                                        |
| ---------------- | --- | ----------------------- | ------------------------------------------------ | --------------------------------------------------------------------------------------- |
|                  | - Maksimov (Slepets) — 42 min 13 s Svetchnikov (Tchekovitch) — 51 min 2 s Svetchnikov (Tchekovitch) — 59 min 58 s (CV) | 0-1 1-1 1-2 1-3 2-3 3-3 | Brännström (Lundeström, Hugg) — 9 min 5 s (SN) - | Arbitrage : Marc Iwert Stephen Thomson Juges de lignes : Markus Hagerstrom Roman Vyleta |
| Joukov           | Gardiens | Eriksson Ek             |                                                  | Arbitrage : Marc Iwert Stephen Thomson Juges de lignes : Markus Hagerstrom Roman Vyleta |
| 12 min           | Pénalités | 8 min                   |                                                  | Arbitrage : Marc Iwert Stephen Thomson Juges de lignes : Markus Hagerstrom Roman Vyleta |
| 23               | Tirs | 44                      |                                                  | Arbitrage : Marc Iwert Stephen Thomson Juges de lignes : Markus Hagerstrom Roman Vyleta |

| 14 avril 2017 | République tchèque | 7-4 (2-1, 4-1, 1-2) | Biélorussie | ZS Spišská Nová Ves 2 231 spectateurs |

| Feuille de match | Feuille de match | Feuille de match                                 | Feuille de match | Feuille de match                                                                             |
| ---------------- | --- | ------------------------------------------------ | --- | -------------------------------------------------------------------------------------------- |
|                  | Hrabík (Kvasnička, Nečas) — 2 min 13 s (SN) Hladonik (Chytil, Bukač) — 5 min 41 s (IN) - Kondelík (Škrvně, Šalda) — 30 min 25 s Král (Zadina, Chytil) — 30 min 49 s Kaut (Zadina) — 33 min 38 s (SN) Kern (Galvas) — 34 min 1 s - Chytil (Nečas, Kondelík) — 50 min 17 s - | 1-0 2-0 2-1 3-1 4-1 5-1 6-1 6-2 7-2 7-3 7-4      | - Martynov (Savritski) — 19 min 59 s (IN) - Kot (Martynov) — 36 min 18 s - Martynov — 58 min 26 s (TP) Baltrouk — 59 min 51 s | Arbitrage : Lassi Heikkinen Manuel Nikolic Juges de lignes : Michael Harrington Jun Soo Parl |
| Škarek           | Gardiens | Grichtchenko (56 min 48 s) Tolopilo (3 min 12 s) | | Arbitrage : Lassi Heikkinen Manuel Nikolic Juges de lignes : Michael Harrington Jun Soo Parl |
| 28 min           | Pénalités | 32 min                                           | | Arbitrage : Lassi Heikkinen Manuel Nikolic Juges de lignes : Michael Harrington Jun Soo Parl |
| 45               | Tirs | 33                                               | | Arbitrage : Lassi Heikkinen Manuel Nikolic Juges de lignes : Michael Harrington Jun Soo Parl |

| 15 avril 2017 | États-Unis | 5-4 (0-1, 3-0, 2-3) | Russie | ZS Spišská Nová Ves 3 503 spectateurs |

| Feuille de match | Feuille de match | Feuille de match                    | Feuille de match | Feuille de match                                                                              |
| ---------------- | --- | ----------------------------------- | --- | --------------------------------------------------------------------------------------------- |
|                  | - Mismash (Barratt, Pastujov) — 33 min 57 s Poehling (Dhooghe, Farabee) — 36 min 28 s Poehling (Miller, Knoepke) — 39 min 30 s (IN) Norris (Tkachuk, Dhooghe) — 41 min 16 s - Barratt (Mismash, Dhooghe) — 49 min 59 s - | 0-1 1-1 2-1 3-1 4-1 4-2 5-2 5-3 5-4 | Koltygine (Roubintchik, Toroptchenko) — 10 min 59 s (IN) - Bitsadze (Samoroukov, Pereliaïev) — 45 min 19 s - Slepets (Roubinchik, Lipanov) — 56 min 33 s (SN) Tchekhovitch (Svetchnikov, Koltygine) — 57 min 9 s | Arbitrage : Alexandre Garon Lassi Heikkinen Juges de lignes : Michael Harrington Roman Vyleta |
| St. Cyr          | Gardiens | Joukov                              | | Arbitrage : Alexandre Garon Lassi Heikkinen Juges de lignes : Michael Harrington Roman Vyleta |
| 10 min           | Pénalités | 10 min                              | | Arbitrage : Alexandre Garon Lassi Heikkinen Juges de lignes : Michael Harrington Roman Vyleta |
| 32               | Tirs | 28                                  | | Arbitrage : Alexandre Garon Lassi Heikkinen Juges de lignes : Michael Harrington Roman Vyleta |

| 15 avril 2017 | Suède | 3-2 (1-0, 1-1, 1-1) | République tchèque | ZS Spišská Nová Ves 3 126 spectateurs |

| Feuille de match | Feuille de match                                                                                          | Feuille de match    | Feuille de match                                                              | Feuille de match                                                                      |
| ---------------- | --- | ------------------- | ----------------------------------------------------------------------------- | ------------------------------------------------------------------------------------- |
|                  | Peterson (Elvenes, Westerlund) — 3 min 40 s Zetterlund — 20 min 35 s - Gustafsson (Ginning) — 47 min 30 s | 1-0 2-0 2-1 2-2 3-2 | - Zadina (Kvasnička, Kondelík) — 37 min 30 s (SN) Kern (Safin) — 46 min 8 s - | Arbitrage : Alex Dipietro Artur Kulev Juges de lignes : Markus Hagerstrom Lukas Kacej |
| Åhman            | Gardiens                                                                                                  | Škarek              |                                                                               | Arbitrage : Alex Dipietro Artur Kulev Juges de lignes : Markus Hagerstrom Lukas Kacej |
| 14 min           | Pénalités                                                                                                 | 24 min              |                                                                               | Arbitrage : Alex Dipietro Artur Kulev Juges de lignes : Markus Hagerstrom Lukas Kacej |
| 38               | Tirs | 34                  |                                                                               | Arbitrage : Alex Dipietro Artur Kulev Juges de lignes : Markus Hagerstrom Lukas Kacej |

| 16 avril 2017 | Biélorussie | 2-3 (1-2, 1-0, 0-1) | Suède | ZS Spišská Nová Ves 1 503 spectateurs |

| Feuille de match | Feuille de match                                                                        | Feuille de match    | Feuille de match | Feuille de match                                                                    |
| ---------------- | --------------------------------------------------------------------------------------- | ------------------- | --- | ----------------------------------------------------------------------------------- |
|                  | - Ieriomenko (Kot, Martynov) — 12 min 38 s Baltrouk (Pavlenko, Drozdov) — 33 min 11 s - | 0-1 0-2 1-2 2-2 2-3 | Gustafsson (Zetterlund) — 1 min 12 s Miketinac (Peterson) — 4 min 9 s - Bemström (Hugg, Lundeström) — 59 min 48 s (SN) | Arbitrage : Marc Iwert Liam Sewell Juges de lignes : Markus Hagerstrom Kriss Kupcus |
| Grichtchenko     | Gardiens                                                                                | Eriksson Ek         | | Arbitrage : Marc Iwert Liam Sewell Juges de lignes : Markus Hagerstrom Kriss Kupcus |
| 8 min            | Pénalités                                                                               | 8 min               | | Arbitrage : Marc Iwert Liam Sewell Juges de lignes : Markus Hagerstrom Kriss Kupcus |
| 14               | Tirs                                                                                    | 52                  | | Arbitrage : Marc Iwert Liam Sewell Juges de lignes : Markus Hagerstrom Kriss Kupcus |

| 17 avril 2017 | États-Unis | 5-2 (2-1, 2-1, 1-0) | République tchèque | ZS Spišská Nová Ves 3 856 spectateurs |

| Feuille de match | Feuille de match | Feuille de match                          | Feuille de match                                                    | Feuille de match                                                                         |
| ---------------- | --- | ----------------------------------------- | ------------------------------------------------------------------- | ---------------------------------------------------------------------------------------- |
|                  | - Tkachuk (Kemp) — 12 min 24 s (IN) Gildon (Mismash) — 13 min 46 s Tortora (Farrance) — 23 min 43 s Gildon (Cockerill, Tortora) — 31 min 22 s - Gildon (Hughes, Wahstrom) — 58 min (SN) | 0-1 1-1 2-1 3-1 4-1 4-2 5-2               | Machala (Kern) — 1 min 51 s - Safin (Kern, Machala) — 31 min 50 s - | Arbitrage : Mikael Holm Trpimir Piragic Juges de lignes : Michael Harrington Lukas Kacej |
| St. Cyr          | Gardiens | Škarek (31 min 22 s) Patera (28 min 38 s) |                                                                     | Arbitrage : Mikael Holm Trpimir Piragic Juges de lignes : Michael Harrington Lukas Kacej |
| 20 min           | Pénalités | 18 min                                    |                                                                     | Arbitrage : Mikael Holm Trpimir Piragic Juges de lignes : Michael Harrington Lukas Kacej |
| 23               | Tirs | 26                                        |                                                                     | Arbitrage : Mikael Holm Trpimir Piragic Juges de lignes : Michael Harrington Lukas Kacej |

| 17 avril 2017 | Russie | 4-1 (0-0, 2-1, 2-0) | Biélorussie | ZS Spišská Nová Ves 1 123 spectateurs |

| Feuille de match | Feuille de match | Feuille de match    | Feuille de match                  | Feuille de match                                                                     |
| ---------------- | --- | ------------------- | --------------------------------- | ------------------------------------------------------------------------------------ |
|                  | - Tchekhovitch (Lipanov, Svetchnikov) — 28 min 11 s (SN) Slepets — 29 min 28 s Svetchnikov (Roubintchik) — 50 min 11 s Tchekovitch (Samoroukov) — 55 min 1 s (SN) | 0-1 1-1 2-1 3-1 4-1 | Anosov (Ajguireï) — 26 min 12 s - | Arbitrage : Alex Dipietro Oldrich Hejduk Juges de lignes : Kriss Kupcus Roman Vyleta |
| Oustimenko       | Gardiens | Griuchtchenko       |                                   | Arbitrage : Alex Dipietro Oldrich Hejduk Juges de lignes : Kriss Kupcus Roman Vyleta |
| 16 min           | Pénalités | 12 min              |                                   | Arbitrage : Alex Dipietro Oldrich Hejduk Juges de lignes : Kriss Kupcus Roman Vyleta |
| 34               | Tirs | 32                  |                                   | Arbitrage : Alex Dipietro Oldrich Hejduk Juges de lignes : Kriss Kupcus Roman Vyleta |

| 18 avril 2017 | Suède | 1-5 (0-2, 1-1, 0-2) | États-Unis | ZS Spišská Nová Ves 2 354 spectateurs |

| Feuille de match | Feuille de match                                       | Feuille de match        | Feuille de match | Feuille de match                                                                            |
| ---------------- | ------------------------------------------------------ | ----------------------- | --- | ------------------------------------------------------------------------------------------- |
|                  | - Westerlund (Brannström, Elvenes) — 39 min 1 s (SN) - | 0-1 0-2 0-3 1-3 1-4 1-5 | Dhooghe (Pastujov, Cockerill) — 8 min 40 s Wahlstrom (Mismash, Gildon) — 19 min 37 s Farabee — 22 min 40 s (TP) - Poehling (Dhooghe) — 50 min 45 s (IN) Wahlstrom (Hughes) — 58 min 5 s (SN) | Arbitrage : Lassi Heikkinen Manuel Nikolic Juges de lignes : Markus Hagerstrom Roman Vyleta |
| Åhman            | Gardiens                                               | St. Cyr                 | | Arbitrage : Lassi Heikkinen Manuel Nikolic Juges de lignes : Markus Hagerstrom Roman Vyleta |
| 8 min            | Pénalités                                              | 14 min                  | | Arbitrage : Lassi Heikkinen Manuel Nikolic Juges de lignes : Markus Hagerstrom Roman Vyleta |
| 26               | Tirs                                                   | 29                      | | Arbitrage : Lassi Heikkinen Manuel Nikolic Juges de lignes : Markus Hagerstrom Roman Vyleta |

| 18 avril 2017 | République tchèque | 4-5 (pr) (1-1, 1-1, 2-2, 0-1) | Russie | ZS Spišská Nová Ves 2 764 spectateurs |

| Feuille de match | Feuille de match | Feuille de match                    | Feuille de match | Feuille de match                                                                            |
| ---------------- | --- | ----------------------------------- | --- | ------------------------------------------------------------------------------------------- |
|                  | - Kvasnička (Kondelík, Safin) — 17 min 21 s (JS) - Zadina (Chytil) — 33 min 43 s (SN) - Hrabík (Král, Kaut) — 44 min 43 s (JS) Kern (Kvasnička, Kondelík) — 48 min 40 s - | 0-1 1-1 1-2 2-2 2-3 3-3 4-3 4-4 4-5 | Roubintchik (Galeniouk, Bitsadze) — 10 min 48 s (SN) - Chachkov (Baranov) — 29 min 31 s - Svetchnikov (Lipanov, Tchekhovitch) — 43 min 23 s - Maksimov (Slepets, Roubintchik) — 57 min 55 s Roubintchik (Mouranov, Kotygine) — 64 min 6 s | Arbitrage : Alexandre Garon Robert Hallin Juges de lignes : Michael Harrington Kriss Kupcus |
| Patera           | Gardiens | Joukov                              | | Arbitrage : Alexandre Garon Robert Hallin Juges de lignes : Michael Harrington Kriss Kupcus |
| 18 min           | Pénalités | 10 min                              | | Arbitrage : Alexandre Garon Robert Hallin Juges de lignes : Michael Harrington Kriss Kupcus |
| 38               | Tirs | 32                                  | | Arbitrage : Alexandre Garon Robert Hallin Juges de lignes : Michael Harrington Kriss Kupcus |

| Clt   | Équipe      | PJ | V | VP | D | DP | BP | BC | Diff | Pts |
| ----- | ----------- | -- | - | -- | - | -- | -- | -- | ---- | --- |
| +001, | États-Unis  | 4  | 4 | 0  | 0 | 0  | 22 | 7  | +15  | 12  |
| +002, | Russie      | 4  | 2 | 1  | 1 | 0  | 16 | 11 | +5   | 8   |
| +003, | Suède       | 4  | 2 | 0  | 2 | 0  | 8  | 12 | -4   | 6   |
| +004, | Tchéquie    | 4  | 1 | 0  | 2 | 1  | 15 | 17 | +2   | 4   |
| +005, | Biélorussie | 4  | 0 | 0  | 4 | 0  | 7  | 21 | -14  | 0   |

- Qualifié pour les quarts de finale
- Dispute la poule de maintien

Pour les significations des abréviations, voir statistiques du hockey sur glace.

### Poule de relégation
| 20 avril 2017 | Biélorussie | 2-0 (0-0, 1-0, 1-0) | Lettonie | ZS Spišská Nová Ves 356 spectateurs |

| Feuille de match | Feuille de match                                                                           | Feuille de match | Feuille de match | Feuille de match                                                                           |
| ---------------- | ------------------------------------------------------------------------------------------ | ---------------- | ---------------- | ------------------------------------------------------------------------------------------ |
|                  | Martynov (Ieriomenko, Gabrous) — 38 min 53 s Ieriomenko (Baltrouk) — 59 min 23 s (IN + CV) | 1-0 2-0          | -                | Arbitrage : Alexandre Garon Robert Hallin Juges de lignes : Michael Harrington Lukas Kacej |
| Rauza            | Gardiens                                                                                   | Grichtchenko     |                  | Arbitrage : Alexandre Garon Robert Hallin Juges de lignes : Michael Harrington Lukas Kacej |
| 16 min           | Pénalités                                                                                  | 6 min            |                  | Arbitrage : Alexandre Garon Robert Hallin Juges de lignes : Michael Harrington Lukas Kacej |
| 31               | Tirs                                                                                       | 17               |                  | Arbitrage : Alexandre Garon Robert Hallin Juges de lignes : Michael Harrington Lukas Kacej |

| 21 avril 2017 | Lettonie | 3-2 (1-0, 1-1, 1-1) | Biélorussie | ZS Spišská Nová Ves 309 spectateurs |

| Feuille de match | Feuille de match | Feuille de match    | Feuille de match                                                                                     | Feuille de match                                                                       |
| ---------------- | --- | ------------------- | --- | -------------------------------------------------------------------------------------- |
|                  | Egle (Bērziņš, Krollis) — 8 min 23 s (SN) - Smirnovs (Paškausks, Egle) — 37 min 6 s - Egle (Jasunovs, Bērziņš) — 55 min 7 s | 1-0 1-1 2-1 2-2 3-2 | - Sapego (Drozdov, Ieriomenko) — 56 min 55 s (JS) - Pavlenko (Sapego, Baltrouk) — 56 min 55 s (JS) - | Arbitrage : Alexandre Garon Trpimir Piragic Juges de lignes : Lukas Kacej Jun Soo Park |
| Grichtchenko     | Gardiens | Rauza               | | Arbitrage : Alexandre Garon Trpimir Piragic Juges de lignes : Lukas Kacej Jun Soo Park |
| 20 min           | Pénalités | 10 min              | | Arbitrage : Alexandre Garon Trpimir Piragic Juges de lignes : Lukas Kacej Jun Soo Park |
| 25               | Tirs | 33                  | | Arbitrage : Alexandre Garon Trpimir Piragic Juges de lignes : Lukas Kacej Jun Soo Park |

| 23 avril 2017 | Biélorussie | 3-1 (2-0, 0-0, 1-1) | Lettonie | ZS Spišská Nová Ves 131 spectateurs |

| Feuille de match | Feuille de match | Feuille de match | Feuille de match                               | Feuille de match                                                                  |
| ---------------- | --- | ---------------- | ---------------------------------------------- | --------------------------------------------------------------------------------- |
|                  | Drozdov (Martynov, Borchtchiov) — 6 min 27 s Deriabine (Martynov) — 19 min 25 s Pavlenko (Borchtchiov, Savritski) — 44 min - | 1-0 2-0 3-0 3-1  | - Jasunovs (Kārkls, Smirnovs) — 50 min 33 s () | Arbitrage : Marc Iwert Liam Sewell Juges de lignes : Thomas Caillot Jiri Ondracek |
| Grichtchenko     | Gardiens | Rauza            |                                                | Arbitrage : Marc Iwert Liam Sewell Juges de lignes : Thomas Caillot Jiri Ondracek |
| 20 min           | Pénalités | 2 min            |                                                | Arbitrage : Marc Iwert Liam Sewell Juges de lignes : Thomas Caillot Jiri Ondracek |
| 25               | Tirs | 24               |                                                | Arbitrage : Marc Iwert Liam Sewell Juges de lignes : Thomas Caillot Jiri Ondracek |

### Phase finale
|  | Quarts de finale                   | Quarts de finale                   |                          |                          | Demi-finales             | Demi-finales             |   |  | Finale                   | Finale                   |
|  | Quarts de finale                   | Quarts de finale                   |                          |                          | Demi-finales             | Demi-finales             |   |  | Finale                   | Finale                   |
|  |                                    |                                    |                          |                          |                          |                          |   |  |                          |                          |
|  | 20 avril 2017, ZS Poprad           | 20 avril 2017, ZS Poprad           |                          |                          | 22 avril 2017, ZS Poprad | 22 avril 2017, ZS Poprad |   |  | 23 avril 2017, ZS Poprad | 23 avril 2017, ZS Poprad |
|  | 20 avril 2017, ZS Poprad           | 20 avril 2017, ZS Poprad           |                          |                          | 22 avril 2017, ZS Poprad | 22 avril 2017, ZS Poprad |   |  | 23 avril 2017, ZS Poprad | 23 avril 2017, ZS Poprad |
|  | Finlande                           | 6                                  |                          |                          | 22 avril 2017, ZS Poprad | 22 avril 2017, ZS Poprad |   |  | 23 avril 2017, ZS Poprad | 23 avril 2017, ZS Poprad |
|  | Finlande                           | 6                                  |                          |                          | 22 avril 2017, ZS Poprad | 22 avril 2017, ZS Poprad |   |  | 23 avril 2017, ZS Poprad | 23 avril 2017, ZS Poprad |
|  | Tchéquie                           | 5                                  |                          |                          | 22 avril 2017, ZS Poprad | 22 avril 2017, ZS Poprad |   |  | 23 avril 2017, ZS Poprad | 23 avril 2017, ZS Poprad |
|  | Tchéquie                           | 5                                  | Finlande                 | 2                        |                          |                          |   |  | 23 avril 2017, ZS Poprad | 23 avril 2017, ZS Poprad |
|  | 20 avril 2017, ZS Poprad           |                                    | Finlande                 | 2                        |                          |                          |   |  | 23 avril 2017, ZS Poprad | 23 avril 2017, ZS Poprad |
|  |                                    | Russie                             | 1                        |                          |                          |                          |   |  | 23 avril 2017, ZS Poprad | 23 avril 2017, ZS Poprad |
|  | Russie                             | Russie                             | 1                        | 3                        |                          |                          |   |  | 23 avril 2017, ZS Poprad | 23 avril 2017, ZS Poprad |
|  | Russie                             |                                    |                          | 3                        |                          |                          |   |  | 23 avril 2017, ZS Poprad | 23 avril 2017, ZS Poprad |
|  | Slovaquie                          | 2                                  |                          |                          |                          |                          |   |  | 23 avril 2017, ZS Poprad | 23 avril 2017, ZS Poprad |
|  | Slovaquie                          | 2                                  | Finlande                 | 2                        |                          |                          |   |  |                          |                          |
|  | 20 avril 2017, ZS Spišská Nová Ves |                                    | Finlande                 | 2                        |                          |                          |   |  |                          |                          |
|  |                                    | États-Unis                         | 4                        |                          |                          |                          |   |  |                          |                          |
|  | États-Unis                         | États-Unis                         | 4                        | 4                        |                          |                          |   |  |                          |                          |
|  | États-Unis                         | 22 avril 2017, ZS Poprad           |                          | 4                        |                          |                          |   |  |                          |                          |
|  | Suisse                             | 2                                  |                          |                          |                          |                          |   |  |                          |                          |
|  | Suisse                             | 2                                  | États-Unis               | 4                        |                          |                          |   |  |                          |                          |
|  | 20 avril 2017, ZS Spišská Nová Ves | 20 avril 2017, ZS Spišská Nová Ves | États-Unis               | 4                        | Match pour la 3e place   | Match pour la 3e place   |   |  |                          |                          |
|  | 20 avril 2017, ZS Spišská Nová Ves | 20 avril 2017, ZS Spišská Nová Ves |                          | Suède                    | Match pour la 3e place   | Match pour la 3e place   | 3 |  |                          |                          |
|  | Canada                             | 3                                  | 23 avril 2017, ZS Poprad | 23 avril 2017, ZS Poprad |                          |                          | 3 |  |                          |                          |
|  | Canada                             | 3                                  | 23 avril 2017, ZS Poprad | 23 avril 2017, ZS Poprad |                          |                          |   |  |                          |                          |
|  | Suède                              | 7                                  |                          | Russie                   | 3                        |                          |   |  |                          |                          |
|  | Suède                              | 7                                  |                          | Russie                   | 3                        |                          |   |  |                          |                          |
|  |                                    |                                    |                          |                          |                          |                          |   |  | Suède                    | 0                        |
|  |                                    |                                    |                          |                          |                          |                          |   |  | Suède                    | 0                        |

#### Quarts de finale
| 20 avril 2017 | Finlande | 6-5 (pr) (4-1, 1-3, 0-1, 1-0) | République tchèque | ZS Poprad 1 194 spectateurs |

| Feuille de match | Feuille de match | Feuille de match | Feuille de match | Feuille de match                                                                     |
| ---------------- | ---------------- | ---------------- | ---------------- | ------------------------------------------------------------------------------------ |
|                  |                  |                  |                  | Arbitrage : Artur Kulev Manuel Nikolic Juges de lignes : Kriss Kupcus Emil Yletyinen |
|                  |                  |                  |                  |                                                                                      |
| 12 min           | Pénalités        | 12 min           |                  |                                                                                      |
| 38               | Tirs             | 47               |                  |                                                                                      |

| 20 avril 2017 | Russie | 3-2 (pr) (1-0, 0-2, 1-0, 1-0) | Slovaquie | ZS Poprad 4 496 spectateurs |

| Feuille de match | Feuille de match | Feuille de match | Feuille de match | Feuille de match                                                                            |
| ---------------- | ---------------- | ---------------- | ---------------- | ------------------------------------------------------------------------------------------- |
|                  |                  |                  |                  | Arbitrage : Mikael Holm Trpimir Piragic Juges de lignes : Thomas Caillot William Hancock II |
|                  |                  |                  |                  |                                                                                             |
| 6 min            | Pénalités        | 2 min            |                  |                                                                                             |
| 42               | Tirs             | 41               |                  |                                                                                             |

| 20 avril 2017 | Canada | 3-7 (0-1, 2-3, 1-3) | Suède | ZS Spišská Nová Ves 2 259 spectateurs |

| Feuille de match | Feuille de match | Feuille de match | Feuille de match | Feuille de match                                                                           |
| ---------------- | ---------------- | ---------------- | ---------------- | ------------------------------------------------------------------------------------------ |
|                  |                  |                  |                  | Arbitrage : Alex Dipietro Stephen Thomson Juges de lignes : Markus Hagerstrom Roman Vyleta |
|                  |                  |                  |                  |                                                                                            |
| 8 min            | Pénalités        | 2 min            |                  |                                                                                            |
| 28               | Tirs             | 34               |                  |                                                                                            |

| 20 avril 2017 | États-Unis | 4-2 (1-0, 1-2, 2-0) | Suisse | ZS Spišská Nová Ves 2 342 spectateurs |

| Feuille de match | Feuille de match | Feuille de match | Feuille de match | Feuille de match                                                                    |
| ---------------- | ---------------- | ---------------- | ---------------- | ----------------------------------------------------------------------------------- |
|                  |                  |                  |                  | Arbitrage : Oldrich Hedjuk Liam Sewell Juges de lignes : Jiri Ondracek Jun Soo Park |
|                  |                  |                  |                  |                                                                                     |
| 6 min            | Pénalités        | 20 min           |                  |                                                                                     |
| 47               | Tirs             | 17               |                  |                                                                                     |

#### Demi-finales
| 22 avril 2017 | Finlande | 2-1 (pr) (0-0, 1-0, 0-1, 1-0) | Russie | ZS Poprad 2 936 spectateurs |

| Feuille de match | Feuille de match | Feuille de match | Feuille de match | Feuille de match                                                                           |
| ---------------- | ---------------- | ---------------- | ---------------- | ------------------------------------------------------------------------------------------ |
|                  |                  |                  |                  | Arbitrage : Alex Dipietro Manuel Nikolic Juges de lignes : William Hancock II Roman Vyleta |
|                  |                  |                  |                  |                                                                                            |
| 6 min            | Pénalités        | 10 min           |                  |                                                                                            |
| 34               | Tirs             | 29               |                  |                                                                                            |

| 22 avril 2017 | États-Unis | 4-3 (pr) (1-0, 1-1, 1-2, 1-0) | Suède | ZS Poprad 2 732 spectateurs |

| Feuille de match | Feuille de match | Feuille de match | Feuille de match | Feuille de match                                                                     |
| ---------------- | ---------------- | ---------------- | ---------------- | ------------------------------------------------------------------------------------ |
|                  |                  |                  |                  | Arbitrage : Lassi Heikkinen Artur Kulev Juges de lignes : Kriss Kupcus Jiri Ondracek |
|                  |                  |                  |                  |                                                                                      |
| 10 min           | Pénalités        | 8 min            |                  |                                                                                      |
| 44               | Tirs             | 29               |                  |                                                                                      |

#### Match pour la troisième place
| 23 avril 2017 | Russie | 3-0 (1-0, 1-0, 1-0) | Suède | ZS Poprad 2 923 spectateurs |

| Feuille de match | Feuille de match | Feuille de match | Feuille de match | Feuille de match                                                                                  |
| ---------------- | ---------------- | ---------------- | ---------------- | ------------------------------------------------------------------------------------------------- |
|                  |                  |                  |                  | Arbitrage : Oldrich Hejduk Stephen Thomson Juges de lignes : Markus Hagerstrom William Hancock II |
|                  |                  |                  |                  |                                                                                                   |
| 4 min            | Pénalités        | 4 min            |                  |                                                                                                   |
| 24               | Tirs             | 30               |                  |                                                                                                   |

#### Finale
| 23 avril 2017 | États-Unis | 4-2 (2-0, 2-1, 0-1) | Finlande | ZS Poprad 3 904 spectateurs |

| Feuille de match | Feuille de match | Feuille de match        | Feuille de match                                                                  | Feuille de match                                                                                |
| ---------------- | --- | ----------------------- | --------------------------------------------------------------------------------- | ----------------------------------------------------------------------------------------------- |
|                  | Norris (Tkachuk) — 3 min 51 s Farabee (Tortora) — 16 min 47 s Farabee (Cockerill, St. Cyr) — 21 min 3 s (IN) - Mismash (Hughes, Norris) — 31 min 3 s (SN) - | 1-0 2-0 3-0 3-1 4-1 4-2 | - Räsänen (Koskenkorva, Kotkaniemi) — 27 min 5 s - Vaakanainen — 56 min 44 s (JS) | Arbitrage : Alexandre Garon Trpimir Piragic Juges de lignes : Michael Harrington Emil Yletyinen |
| St. Cyr          | Gardiens | Luukkonen               |                                                                                   | Arbitrage : Alexandre Garon Trpimir Piragic Juges de lignes : Michael Harrington Emil Yletyinen |
| 24 min           | Pénalités | 10 min                  |                                                                                   | Arbitrage : Alexandre Garon Trpimir Piragic Juges de lignes : Michael Harrington Emil Yletyinen |
| 25               | Tirs | 24                      |                                                                                   | Arbitrage : Alexandre Garon Trpimir Piragic Juges de lignes : Michael Harrington Emil Yletyinen |

### Classement final
| Place                     | Équipe      |
| ------------------------- | ----------- |
| Médaille d'or, monde      | États-Unis  |
| Médaille d'argent, monde  | Finlande    |
| Médaille de bronze, monde | Russie      |
| 4                         | Suède       |
| 5                         | Canada      |
| 6                         | Slovaquie   |
| 7                         | Tchéquie    |
| 8                         | Suisse      |
| 9                         | Biélorussie |
| 10                        | Lettonie    |

- Relégué en Division IA en 2017

### Récompenses et statistiques individuelles
Meilleurs joueurs :
- Meilleur gardien : Maksim Joukov (Russie)
- Meilleur défenseur : Miro Heiskanen (Finlande)
- Meilleur attaquant : Kristian Vesalainen (Finlande)

Meilleur joueur des médias : Kristian Vesalainen (Finlande)
Équipe type des médias :
- Gardien : Dylan St. Cyr (États-Unis)
- Défenseurs : Miro Heiskanen (Finlande) et Max Gildon (États-Unis)
- Attaquants : Sean Dhooghe (États-Unis), Ivan Tchekhovitch (Russie) et Kristian Vesalainen (Finlande)

Pour les significations des abréviations, voir statistiques du hockey sur glace.
| Clt | Joueur              | Équipe     | PJ | B | A  | Pts | Pun | +/- |
| --- | ------------------- | ---------- | -- | - | -- | --- | --- | --- |
| 1   | Kristian Vesalainen | Finlande   | 7  | 6 | 7  | 13  | 8   | +5  |
| 2   | Miro Heiskanen      | Finlande   | 7  | 2 | 10 | 12  | 0   | +8  |
| 3   | Ivan Tchekhovitch   | Russie     | 7  | 5 | 4  | 9   | 4   | +3  |
| 4   | Andreï Svetchnikov  | Russie     | 7  | 4 | 5  | 9   | 10  | +3  |
| 4   | Jesse Ylönen        | Finlande   | 7  | 4 | 5  | 9   | 0   | +6  |
| 6   | Sean Dhooghe        | États-Unis | 7  | 3 | 6  | 9   | 2   | +8  |
| 7   | Joni Ikonen         | Finlande   | 7  | 4 | 4  | 8   | 8   | +4  |
| 8   | Grant Mismash       | États-Unis | 7  | 3 | 5  | 8   | 10  | +4  |
| 9   | MacKenzie Entwistle | Canada     | 5  | 4 | 3  | 7   | 6   | +1  |
| 10  | Aarne Talvitie      | Finlande   | 7  | 4 | 3  | 7   | 6   | +1  |

| Clt | Joueur               | Équipe      | PJ | Min          | BC | Moy  | %Arr  | Bl |
| --- | -------------------- | ----------- | -- | ------------ | -- | ---- | ----- | -- |
| 1   | Maksim Joukov        | Russie      | 5  | 319 min 19 s | 14 | 2,63 | 92,59 | 0  |
| 2   | Dylan St. Cyr        | États-Unis  | 7  | 429 min 39 s | 14 | 1,96 | 92,09 | 1  |
| 3   | Niklāvs Rauza        | Lettonie    | 6  | 316 min 49 s | 17 | 3,22 | 91,19 | 0  |
| 4   | Andreï Grichtchenko  | Biélorussie | 7  | 416 min 38 s | 23 | 3,31 | 90,53 | 1  |
| 5   | Akira Schmid         | Suisse      | 3  | 153 min 16 s | 9  | 3,52 | 90,22 | 0  |
| 6   | Ukko-Pekka Luukkonen | Finlande    | 6  | 373 min 4 s  | 18 | 2,89 | 89,89 | 0  |
| 7   | Adam Åhman           | Suède       | 5  | 308 min 5 s  | 16 | 3,12 | 89,87 | 0  |
| 8   | Juraj Sklenar        | Slovaquie   | 4  | 207 min 42 s | 12 | 3,47 | 88,99 | 0  |
| 9   | Gianluca Zaetta      | Suisse      | 3  | 123 min 31 s | 7  | 3,40 | 88,89 | 1  |
| 10  | Jiří Patera          | Tchéquie    | 3  | 141 min 19 s | 8  | 3,40 | 87,10 | 0  |

Pour les significations des abréviations, voir statistiques du hockey sur glace.
Nota : seuls sont classés les gardiens ayant joué au minimum 40 % du temps de jeu de leur équipe.

## Division IA
La compétition se déroule du 7 au 13 avril 2017 à Bled en Slovénie. 
| Clt   | Équipe       | PJ | V | VP | D | DP | BP | BC | Diff | Pts |
| ----- | ------------ | -- | - | -- | - | -- | -- | -- | ---- | --- |
| +001, | France       | 5  | 4 | 0  | 1 | 0  | 17 | 14 | +3   | 12  |
| +002, | Kazakhstan   | 5  | 3 | 1  | 1 | 0  | 18 | 8  | +10  | 11  |
| +003, | Danemark (R) | 5  | 3 | 0  | 1 | 1  | 17 | 15 | +2   | 10  |
| +004, | Norvège      | 5  | 2 | 1  | 2 | 0  | 22 | 13 | +9   | 8   |
| +005, | Allemagne    | 5  | 1 | 0  | 3 | 1  | 23 | 21 | +2   | 4   |
| +006, | Hongrie (P)  | 5  | 0 | 0  | 5 | 0  | 6  | 32 | -26  | 0   |

- Promu en Division Élite en 2018
- Relégué en Division IB en 2018

Pour les significations des abréviations, voir statistiques du hockey sur glace.

## Division IB
La compétition se déroule du 15 au 21 avril 2017 à Bled en Slovénie.
| Clt   | Équipe       | PJ | V | VP | D | DP | BP | BC | Diff | Pts |
| ----- | ------------ | -- | - | -- | - | -- | -- | -- | ---- | --- |
| +001, | Slovénie     | 5  | 4 | 0  | 0 | 1  | 22 | 8  | +14  | 12  |
| +002, | Autriche (R) | 5  | 2 | 2  | 0 | 1  | 14 | 13 | +1   | 10  |
| +003, | Japon        | 5  | 1 | 2  | 1 | 1  | 15 | 23 | -8   | 8   |
| +004, | Italie       | 5  | 2 | 0  | 1 | 2  | 17 | 17 | 0    | 7   |
| +005, | Ukraine      | 5  | 1 | 1  | 1 | 2  | 15 | 15 | 0    | 6   |
| +006, | Pologne (P)  | 5  | 0 | 0  | 2 | 3  | 9  | 16 | -7   | 2   |

- Promu en Division IA en 2018
- Relégué en Division IIA en 2018

Pour les significations des abréviations, voir statistiques du hockey sur glace.

## Division IIA
La compétition se déroule du 2 au 8 avril 2017 à Gangneung en Corée du Sud.
| Clt   | Équipe           | PJ | V | VP | D | DP | BP | BC | Diff | Pts |
| ----- | ---------------- | -- | - | -- | - | -- | -- | -- | ---- | --- |
| +001, | Roumanie         | 5  | 4 | 0  | 1 | 0  | 20 | 8  | +12  | 13  |
| +002, | Estonie (P)      | 5  | 1 | 3  | 0 | 1  | 17 | 16 | +1   | 9   |
| +003, | Lituanie         | 5  | 2 | 1  | 0 | 2  | 15 | 12 | +3   | 8   |
| +004, | Corée du Sud (R) | 5  | 2 | 0  | 1 | 2  | 13 | 13 | 0    | 7   |
| +005, | Grande-Bretagne  | 5  | 2 | 0  | 1 | 2  | 18 | 17 | +1   | 7   |
| +006, | Croatie          | 5  | 0 | 0  | 1 | 4  | 9  | 26 | -17  | 1   |

- Promu en Division I B en 2018
- Relégué en Division II B en 2018

Pour les significations des abréviations, voir statistiques du hockey sur glace.

## Division IIB
La compétition se déroule du 13 mars au 19 mars 2017 à Belgrade en Serbie. 
| Clt   | Équipe        | PJ | V | VP | D | DP | BP | BC | Diff | Pts |
| ----- | ------------- | -- | - | -- | - | -- | -- | -- | ---- | --- |
| +001, | Australie (P) | 5  | 4 | 0  | 0 | 1  | 19 | 7  | +12  | 12  |
| +002, | Espagne       | 5  | 4 | 0  | 0 | 1  | 24 | 10 | +14  | 12  |
| +003, | Serbie        | 5  | 3 | 0  | 0 | 2  | 14 | 13 | +1   | 9   |
| +004, | Pays-Bas (R)  | 5  | 3 | 0  | 0 | 2  | 16 | 12 | +4   | 9   |
| +005, | Islande       | 5  | 1 | 0  | 0 | 4  | 8  | 23 | -15  | 3   |
| +006, | Belgique      | 5  | 0 | 0  | 0 | 5  | 7  | 23 | -16  | 0   |

- Promu en Division IIA en 2018
- Relégué en Division IIIA en 2018

Pour les significations des abréviations, voir statistiques du hockey sur glace.

## Division IIIA
La compétition se déroule du 21 au 27 mars 2017 à Taipei en Taiwan.
| Clt   | Équipe               | PJ | V | VP | D | DP | BP | BC | Diff | Pts |
| ----- | -------------------- | -- | - | -- | - | -- | -- | -- | ---- | --- |
| +001, | Chine (R)            | 5  | 5 | 0  | 0 | 0  | 36 | 1  | +35  | 15  |
| +002, | Israël               | 5  | 4 | 0  | 0 | 1  | 21 | 8  | +13  | 12  |
| +003, | Taipei chinois       | 5  | 2 | 1  | 0 | 2  | 16 | 13 | +3   | 8   |
| +004, | Bulgarie             | 5  | 2 | 0  | 0 | 3  | 18 | 18 | 0    | 6   |
| +005, | Turquie              | 5  | 1 | 0  | 0 | 4  | 19 | 39 | -20  | 3   |
| +006, | Nouvelle-Zélande (P) | 5  | 0 | 0  | 1 | 4  | 11 | 42 | -31  | 1   |

- Promu en Division IIB en 2018
- Relégué en Division IIIB en 2018

Pour les significations des abréviations, voir statistiques du hockey sur glace.

## Division IIIB
La compétition se déroule du 17 au 19 mars 2017 à Mexico au Mexique.
| Clt   | Équipe         | PJ | V | VP | D | DP | BP | BC | Diff | Pts |
| ----- | -------------- | -- | - | -- | - | -- | -- | -- | ---- | --- |
| +001, | Mexique (R)    | 2  | 2 | 0  | 0 | 0  | 18 | 3  | +15  | 6   |
| +002, | Hong Kong      | 2  | 1 | 0  | 0 | 1  | 4  | 13 | -9   | 3   |
| +003, | Afrique du Sud | 2  | 0 | 0  | 0 | 2  | 4  | 10 | -6   | 0   |

- Promu en Division IIIA en 2018

Pour les significations des abréviations, voir statistiques du hockey sur glace.